# Enhanced Digital Access Communication System
EDACS (ang. Enhanced Digital Access Communication System) oferowany przez firmę Ericsson jest systemem trankingowym umożliwiającym cyfrową transmisję danych oraz cyfrową lub analogową transmisję sygnałów mowy w kanale radiowym. 
System został zaprojektowany dla specyficznych zastosowań, w których szczególnie ważna jest m.in.:
- niezawodność działania systemu podczas pracy w niesprzyjających warunkach, w tym także w czasie klęsk żywiołowych, w warunkach nie w pełni sprawnej infrastruktury, itp.
- zapewnienie łączności na rozległym obszarze
- hierarchiczna struktura łączności dająca się dopasować do struktury przedsiębiorstwa
- poufność przekazywanych rozmów.

System znalazł zastosowanie, jako prywatny system łączności radiowej, w takich służbach jak policja, straż pożarna, energetyka, gazownictwo, ochrona portów lotniczych, może być też wykorzystywany jako publiczny system łączności radiowej świadczący usługi dla mniejszych firm lub przedsiębiorstw.

## Architektura i działanie systemu EDACS
System EDACS został zaprojektowany dla konfiguracji, w której ze wspólnej sieci łączności korzysta pewna liczba instytucji, organizacji lub firm, z których każda posiada w sieci starannie określoną autonomię, ale także wzajemne połączenia. Kilka lub kilkanaście systemów EDACS można połączyć w jedną sieć EDACS.
W konfiguracji podstawowej system EDACS składa się z jednej stacji bazowej oraz przenośnych, przewoźnych lub stacjonarnych terminali użytkowników.
Stacja bazowa pełni zarówno funkcje związane z transmisją i odbiorem sygnałów radiowych, jak również funkcje sterujące związane np. z przydzielaniem kanałów radiowych. Stacja bazowa jest wyposażona w jeden kanał sygnalizacyjny oraz w kanały rozmówne, razem maksymalnie 20 kanałów. W przypadku awarii kanału sygnalizacyjnego, każdy kanał rozmówny jest w stanie przejąć jego funkcję - tę wymienność funkcji realizuje się dzięki wyposażeniu każdego kanału radiowego w specjalny sterownik. Takie działanie stacji bazowej istotnie zwiększa niezawodność systemu.
Opisana powyżej podstawowa konfiguracja systemu, utworzonego wokół pojedynczej stacji bazowej, może być modyfikowana w celu zwiększenia odporności systemu na uszkodzenia oraz liczby dostępnych usług. W systemie EDACS zdefiniowano cztery możliwości stopniowego wzbogacania możliwości systemu polegające na:
- dołączeniu sterownika stacji bazowej i stanowiska zarządzania systemem
- dołączeniu konsoli dyspozytora
- dodaniu szyfrowania sygnałów w kanale radiowym
- zwiększeniu zasięgu radiowego systemu.

Po dodaniu do podstawowej konfiguracji systemu sterownika stacji bazowej oraz stanowiska zarządzania systemem, funkcje zarządzania systemem są realizowane zarówno przez sterownik stacji bazowej, jak i sama stację bazową. W przypadku awarii sterownika systemu przechodzi do pracy w konfiguracji podstawowej. Konsola operatora pozwala dyspozytorowi na utrzymanie łączności z kilkoma grupami użytkowników równocześnie, a dodanie szyfrowania zwiększa bezpieczeństwo przesyłanych sygnałów.
Zwiększenie zasięgu radiowego systemu może odbywać się w następujący sposób:
- przez zastosowanie techniki odbioru zbiorczego (ang. voting system)
- przez równoczesny odbiór i nadawanie za pomocą kilku różnych stacji bazowych (ang. simulcast transmission).

Moc nadawanego sygnału przez stacje bazowe jest większa niż moc sygnałów wysyłanych przez terminale radiowe, może więc się zdarzyć, że terminal odbiera sygnał od stacji bazowej, natomiast stacja bazowa nie jest w stanie odebrać sygnału z terminala. W systemie EDACS, w takiej sytuacji, zasięg nadawczy terminali radiowych można zwiększyć stosując równoczesny odbiór sygnału radiowego przez kilka stacji bazowych. W strefie zasięgu stacji bazowej umieszcza się wówczas pewną liczbę pomocniczych stacji bazowych pełniących tylko funkcje odbiorcze. Poszczególne stacje bazowe połączone są łączami stałymi z centrum dyspozytorskim. Pomocnicze stacje bazowe wysyłają odebrane sygnały, cyfrowe lub analogowe, do centrum dyspozytorskiego, gdzie na ich podstawie odtwarza się sygnał nadany przez terminal. Następnie sygnał ten jest przesyłany do właściwej stacji bazowej.
Drugie rozwiązanie pozwala zwiększyć zasięg systemu przez zwiększenie liczby stacji bazowych. Te same analogowe lub cyfrowe informacje nadawane są z kilku stacji bazowych równocześnie i na tej samej częstotliwości radiowej, bez podziału czasowego. Każda stacja bazowa podłączona jest łączami stałymi do centralnego sterownika. Ułatwia to uzyskanie pełnego pokrycia radiowego na większych obszarach w warunkach, w których stworzenie klasycznego planu częstotliwości, typowego dla systemów komórkowych, jest niemożliwe lub niecelowe. W kierunku odbiorczym system działa w ten sam sposób jak omówiony wcześniej system z odbiorem zbiorczym.
Przedstawione powyżej konfiguracje dotyczyły pojedynczego systemu, zbudowanego wokół jednej stacji bazowej. Jeśli zasięg jednej stacji bazowej nie wystarcza do pokrycia obszaru, na którym mają być dostępne usługi, tworzy się sieć. Sieć łączy ze sobą systemy pracujące w tych samych lub różnych konfiguracjach za pomocą dodatkowego sterownika sieci. W ramach sieci użytkownicy mogą przemieszczać się z jednego systemu do drugiego oraz generować połączenia międzysystemowe. Sterownik sieci jest odpowiedzialny za kierowanie połączeń między systemami oraz za śledzenie ruchu abonentów.
Organizacja łączności w systemie EDACS opiera się na hierarchicznej strukturze tzw. grup użytkowników. Przykładowo na najwyższym poziomie znajduje się system obejmujący swoim zasięgiem wszystkie służby miejskie, a dalej następuje trzypoziomowy podział hierarchiczny na kolejne, coraz mniejsze grupy użytkowników. Jak więc widzimy, system dzieli się na podzespoły pierwszego poziomu, w szczególności mogą to być policja, czy straż pożarna. Dalej następuje podział na podzespoły drugiego poziomu, np. w przypadku policji mogą to być poszczególne komendy policji w mieście, oraz podzespoły trzeciego poziomu, którym mogą odpowiadać wydziały w danej komendzie policji, np. wydział drogowy, wydział przestępstw gospodarczych, czy laboratorium kryminalistyki.
Na najniższym poziomie znajdują się terminale użytkowników. Pełny adres systemowy zawiera 14 bitów, tak więc przestrzeń adresowa zawiera ponad 16 tysięcy kombinacji. Aby zrealizować wywołanie grupowe, należy wybrać 11-bitowy adres grupy GID, który tworzą adres podzespołu pierwszego poziomu (maks. 5 bitów), adres podzespołu drugiego poziomu (min. 1 bit) oraz adres podzespołu trzeciego poziomu (min. 2 bity). W systemie EDACS struktura grup wpisana jest w system sygnalizacyjny. Innym rozwiązaniem mogłoby być dynamiczne łączenie odpowiednich podzespołów w przypadku wywołania grupowego. Do tego celu musiałaby jednak istnieć centralna baza danych przechowująca informacje o istniejących podzespołach. Jednak w przypadku krytycznym zerwanie łączności pomiędzy bazą danych a systemem uniemożliwiłoby zestawienie połączenia.

## Transmisja w kanale radiowym
System EDACS dostępny jest w wersji szerokokanałowej oraz wąskokanałowej. W wersji szerokokanałowej odstęp pomiędzy sąsiednimi kanałami częstotliwościowymi wynosi 25 kHz lub 30 kHz, a w wersji wąskokanałowej kanały mają szerokość 12,5 kHz. System EDACS może pracować w wersji szerokokanałowej w kilku pasmach częstotliwości: 136-174 MHz, 403- 515 MHz, 806-870 MHz. Wersja z odstępem kanałowym 12,5kHz występuje też w pasmie 403-515 (np. eksploatowana w Śląskich tramwajach od 2000r.)
System umożliwia trzy rodzaje transmisji:
- transmisję analogowego sygnału mowy
- transmisję cyfrowego sygnału mowy
- cyfrową transmisję danych.

Analogowy sygnał mowy może być transmitowany zarówno w wersji szeroko- jak i wąskokanałowej, sygnalizację realizuje się wówczas cyfrowo z przepływnością 9600 bit/s. transmisja danych oraz cyfrowo zakodowanej mowy w wersji szerokokanałowej odbywa się także z prędkością 9600 bit/s. Kodowany cyfrowo sygnał mowy jest dodatkowo szyfrowany przy użyciu jednego z kilku algorytmów kryptograficznych. W wersji wąskokanałowej nie jest możliwa cyfrowa transmisja sygnału mowy, a dane przesyła się z prędkością 4800 bit/s.

## Usługi oferowane przez system EDACS
W zależności od konfiguracji, system umożliwia zestawianie połączeń pomiędzy terminalami oraz połączeń dyspozytorskich pomiędzy terminalem lub terminalami radiowymi i konsolą dyspozytorską. 
Możliwe są cztery rodzaje połączeń:
- połączenia grupowe,
- połączenia grupowe alarmowe,
- połączenia indywidualne,
- połączenia systemowe.

Połączenia grupowe w systemie EDACS są usługą typową dla systemów trankingowych. W zależności od adresu grupy mogą być one zestawiane na trzech poziomach. Połączenia grupowe są dostępne we wszystkich trzech rodzajach transmisji: przy analogowej i cyfrowej transmisji mowy oraz przy cyfrowej transmisji danych.
Połączenia alarmowe generowane są po naciśnięciu odpowiedniego przycisku w terminalu. System po rozpoznaniu zgłoszenia alarmowego przydziela połączeniu wolny kanał lub w przypadku braku wolnych zasobów wstawia zgłoszenie alarmowe na początek kolejki zgłoszeń oczekujących na wolny kanał rozmówny. W przypadku zwykłych połączeń rozmównych stosuje się przydzielanie kanału rozmównego jedynie na czas rzeczywistej transmisji w danym kierunku. W przypadku połączeń alarmowych stosuje się przydział kanału radiowego na cały czas trwania połączenia.
Połączenia alarmowe zestawiane są do dyspozytora oraz do innych członków grupy. Tylko dyspozytor lub terminal z odpowiednimi uprawnieniami mogą zakończyć grupowe połączenie alarmowe.
Połączenie indywidualne pozwala na prowadzenie rozmowy między dwoma terminalami, która nie jest słyszalna przez innych użytkowników systemu. Połączenie indywidualne może zostać zestawione przez dyspozytora lub przez odpowiednio wyposażony terminal. Połączenia takie dostępne są dla analogowej i cyfrowej transmisji mowy oraz dla cyfrowej transmisji danych.
Połączenia systemowe umożliwiają operatorowi systemu (ang. supervisor), wyposażonemu w terminal z zaprogramowanymi odpowiednimi uprawnieniami, nawiązać natychmiastową łączność ze wszystkimi użytkownikami w systemie. Wygenerowanie połączenia systemowego powoduje przerwanie wszystkich realizowanych połączeń i zestawienie pojedynczego kanału do wszystkich użytkowników w systemie. Połączenia systemowe mogą być wykonywane tylko dla analogowej transmisji mowy.